# Almenêches
Almenêches is een gemeente in het Franse departement Orne (regio Normandië). De plaats maakt deel uit van het arrondissement Argentan. Almenêches telde op 1 januari 2022 642 inwoners.

## Geografie
De oppervlakte van Almenêches bedroeg op 1 januari 2022 20,27 vierkante kilometer; de bevolkingsdichtheid was toen 31,7 inwoners per km².

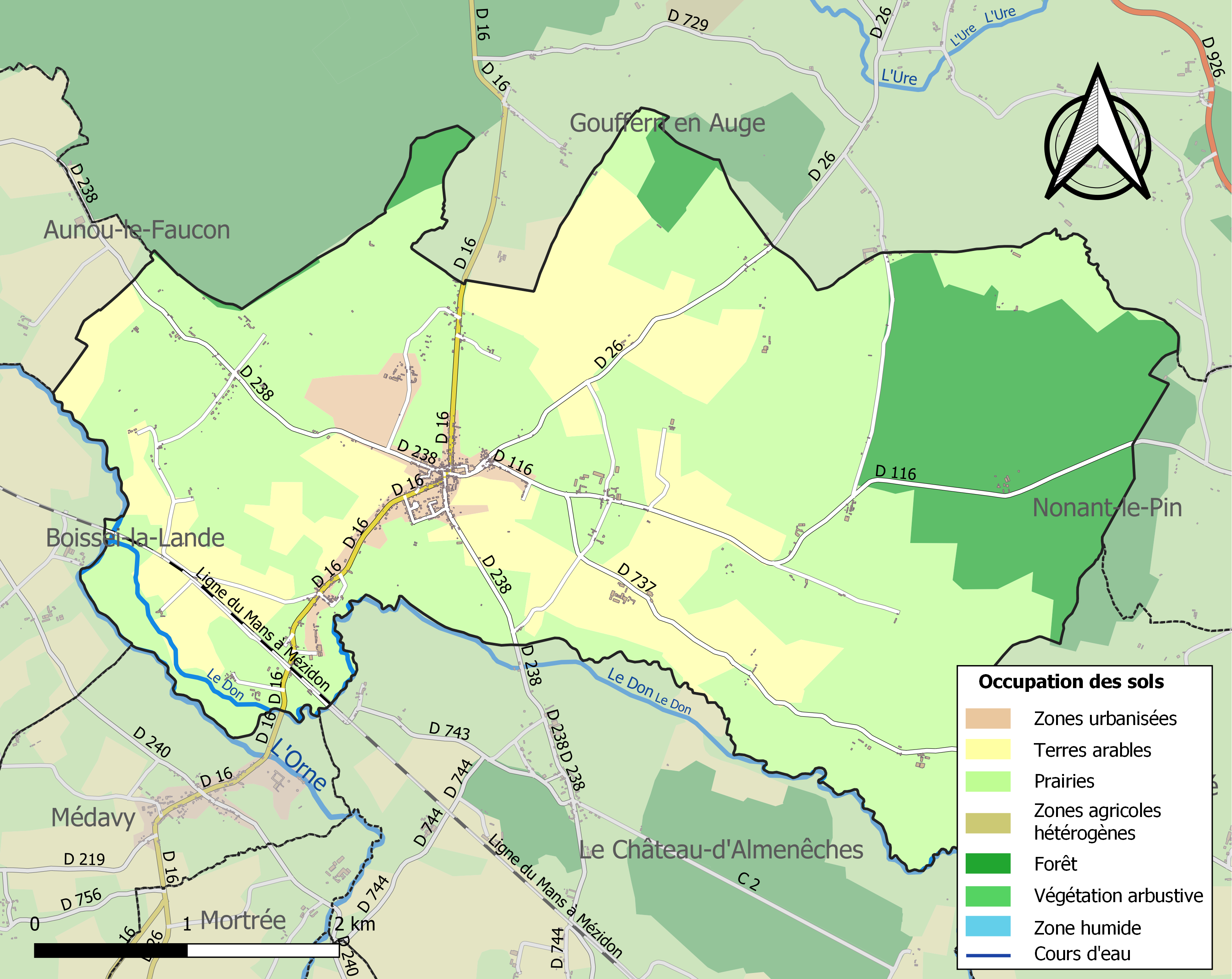
Kaart van de gemeente met belangrijkste infrastructuur, bodemgebruik en omliggende gemeenten

## Demografie
Onderstaande figuur toont het verloop van het inwonertal (bron: INSEE-tellingen).